# Parlamentní volby v Maďarsku

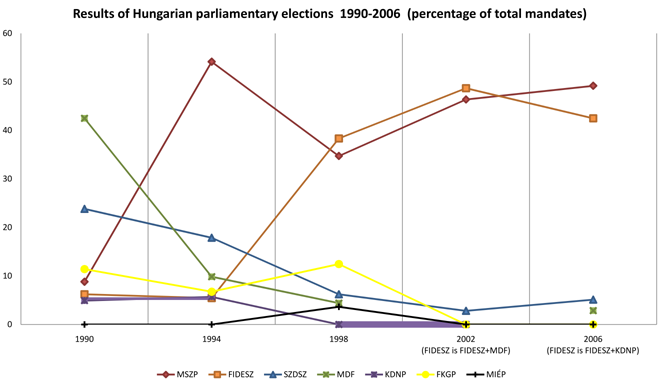
Výsledky parlamentních voleb 1990-2006

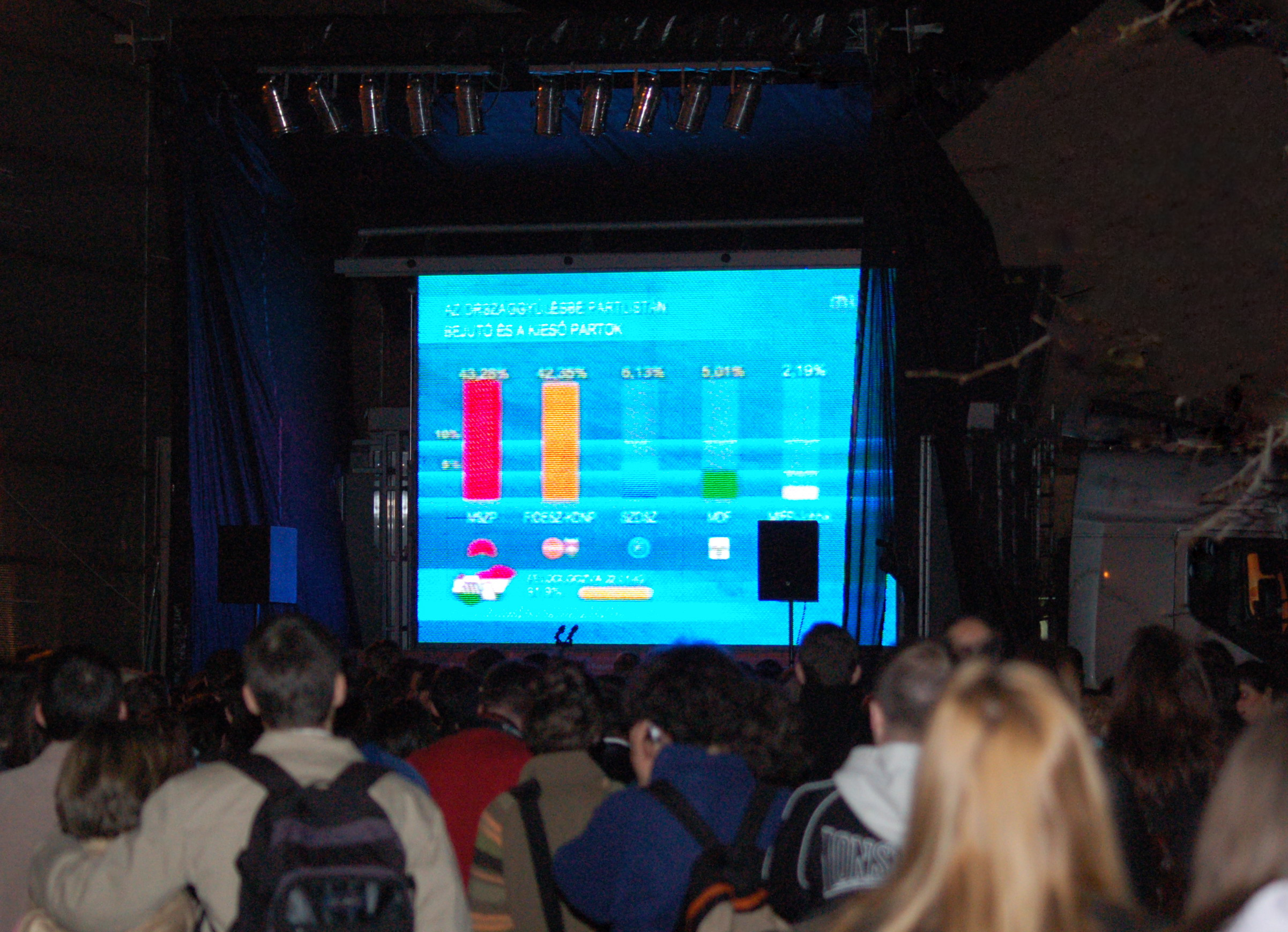
Projekce volebních výsledků 2006

Maďarská republika je podle ústavy ze dne 23. října 1989 parlamentní demokracií. Maďarský politický systém byl vytvořen během pádu komunismu v roce 1989 podle Západoněmeckého modelu. MR má jednokomorový parlament – Országgyűlés, který má 199 poslanců, volených každé čtyři roky.

## Volební systém
Maďarský parlamentní volební systém je velice složitý. Jedná se o kombinaci tří volebních systémů: relativního a absolutního většinového, ale také systému celostátní a regionální kandidátky. Cílem je zajistit vládnoucí koalici stabilní většinu v parlamentu a zároveň umožnit vstup osobnostem a zástupcům menšin. Volby jsou dvoukolové, konají se každé čtyři roky, vždy na jaře.
Zvolit všech 386 poslanců je možno třemi způsoby. Prvních 176 mandátů je rozděleno v jednomandátových obvodech dvoukolovým většinovým principem. Do druhého kola postupují ti kandidáti, kteří při minimálně 50% účasti získali v prvním kole alespoň 15% hlasů (minimálně však tři). Ve druhém kole stačí ke zvolení prostá většina hlasů při 25%. Druhou možností, jak být zvolen, jsou župní listiny politických stran, kterými je zvoleno 152 poslanců. Pro sestavení župní listiny jsou ustavena přísná pravidla, strana musí mít dostatek kandidátů v předem určené struktuře, proto župní kandidátky staví pouze nejsilnějších pár stran. Pro rozdělení mandátů se používá Hagenbach-Bischoffova metoda. Aby byly volby platné, tak i zde musí být splněna podmínka 50% účasti (jinak se volby opakují). Každý volič má v maďarských parlamentních volbách dva hlasy. Jedním vybírá z regionálních kandidátek, druhým volí v jednomandátovém obvodě konkrétní osobnost. Zbylých 58 mandátů je přiděleno podle poměru k počtu tzv. frakčních hlasů systémem celostátních kandidátek zvaných kompenzační listiny. Všechny hlasy, které nevedly ke zvolení poslance, nepropadají, nýbrž se na celostátní úrovni sečtou a podle těchto sum jsou pomocí d’Hondtovy metody přeměněny na mandáty. V obou poměrných systémech (regionálních i celostátních kandidátkách) platí od roku 1994 pětiprocentní klauzule.
Kromě pětiprocentní klauzule obsahuje maďarský volební systém i několik dalších omezení, například registrace kandidáta v jednomandátovém obvodu je podmíněna shromážděním 750 podpisů, registrace stranické kandidátní listiny ve vícemandátovém obvodu je podmíněna registrací kandidátů téže strany v minimálně jedné čtvrtině jednomandátových obvodů a nakonec kandidátka strany může být zařazena do celostátního obvodu jen, když tatáž strana zaregistruje své kandidátky v minimálně sedmi vícemandátových obvodech.

## Volební výsledky

### Volby 1990
Volby 1990 byly první svobodné volby Maďarské republiky po 43 letech komunistické vlády MLR. První kolo voleb se konalo 25. března a druhé kolo 9. dubna. Volební účast v prvním kole činila 65,11%, ve druhém pak 45,54%. Voliči již demokratického Maďarska dali v těchto volbách jasně najevo svůj odklon od levicové politiky.
Vítězem se stalo pravicové Magyar Demokrata Fórum se ziskem 164 mandátů. Na druhém místě skončilo rovněž pravicové SZDSZ se ziskem 93 mandátů a na třetím místě taktéž pravicové FKgP se 44 křesly. Jediná levicová strana MSZP skončila až čtvrtá jen se 33 mandáty. Z šesti stran, které se dostaly do parlamentu, uzavřelo MDF s FKgP a KDNP pravostředovou koalici, která se vedle rozvíjení demokracie a tržní ekonomiky zavázala hájit i křesťanské a národní hodnoty. Tato koalice získala více než 60% mandátů. Ostatní křesla obsazená pravicovými poslanci z SZDSZ, Fidesz a levicové MSZP skončila v opozici.
| Strana                                      | Počet hlasů v číslech (I. kolo) | Počet hlasů v procentech (I. kolo) | Počet hlasů v číslech (II. kolo) | Počet hlasů v procentech (II. kolo) | Počet mandátů v číslech | Počet mandátů v procentech | Úloha v parlamentu |
| ------------------------------------------- | ------------------------------- | ---------------------------------- | -------------------------------- | ----------------------------------- | ----------------------- | -------------------------- | ------------------ |
| Magyar Demokrata Fórum (MDF)                | 1 213 825                       | 24,72%                             | 1 406 269                        | 41,24%                              | 164                     | 42,49%                     | Vláda              |
| Szabad Demokraták Szövetsége (SZDSZ)        | 1 050 452                       | 21,40%                             | 1 045 920                        | 30,68%                              | 93                      | 24,09%                     | Opozice            |
| Független Kisgazdapárt (FKGP)               | 576 256                         | 11,74%                             | 355 112                          | 10,42%                              | 44                      | 11,40%                     | Vláda i opozice    |
| Magyar Szocialista Párt (MSZP)              | 534 898                         | 10,89%                             | 216 496                          | 6,35%                               | 33                      | 8,55%                      | Opozice            |
| Fiatal Demokraták Szövetsége (Fidesz)       | 439 481                         | 8,95%                              | 63 064                           | 1,85%                               | 21                      | 5,44%                      | Opozice            |
| Kereszténydemokrata Néppárt (KDNP)          | 317 183                         | 6,46%                              | 126 636                          | 3,71%                               | 21                      | 5,44%                      | Vláda              |
| Magyar Szocialista Munkáspárt (MSZMP)       | 180 899                         | 3,68%                              | 8 640                            | 0,25%                               | —                       | —                          | Mimo parlament     |
| Magyarországi Szociáldemokrata Párt (MSZDP) | 174 410                         | 3,55%                              | 922                              | 0,03%                               | —                       | —                          | Mimo parlament     |
| Agrárszövetség (ASZ)                        | 154 004                         | 3,14%                              | 21 923                           | 0,64%                               | 1                       | 0,26%                      | Nezávislí          |
| Vállalkozók Pártja (VP)                     | 92 689                          | 1,89%                              | 5 292                            | 0,16%                               | —                       | —                          | Vláda1             |
| Hazafias Választási Koalíció (HVK)          | 91 910                          | 1,87%                              | 31 526                           | 0,92%                               | —                       | —                          | Mimo parlament     |
| SZDSZ-Fidesz                                | 29 113                          | 0,59%                              | 29 017                           | 0,85%                               | 2                       | 0,52%                      | Opozice            |
| ASZ-Szövetség a Faluért, a Vidékért (SZFV)  | 12 958                          | 0,26%                              | 15 394                           | 0,44%                               | 1                       | 0,26%                      | Nezávislí          |
| SZDSZ-Fidesz-KDNP                           | 6 473                           | 0,13%                              | 7 856                            | 0,23%                               | 1                       | 0,26%                      | Opozice            |
| Nezávislí kandidáti (F)                     | 312 997                         | 6,31%                              | 62 543                           | 1,83%                               | 5                       | 1,3%                       | Proměnlivé         |
| Ostatní strany                              | 83 764                          | 1,70%                              | 28 190                           | 0,83%                               | —                       | —                          | Mimo parlament     |
| Celkem                                      | 4 911 241                       | 100%                               | 3 424 800                        | 100,44%3                            | 386                     | 100%                       | —                  |

1: Několik politiků bylo také členy FKGP a získaly tak mandáty v rámci FKGP.

### Volby 1994
Volby 1994 byly druhé svobodné volby Maďarské republiky. První kolo voleb se konalo 8. května, druhé kolo 29. května. Volební účast v prvním kole činila 68,92%, ve druhém kole 55,12%. V těchto volbách překvapivě drtivě zvítězila levicová MSZP, která se ziskem 209 mandátů držela v parlamentu nadpoloviční většinu. Jelikož Ústava MR výslovně zakazuje vládu jedné strany, uzavřela vítězná MSZP koalici s druhou nejsilnější stranou SZDSZ, která měla 69 křesel.
| Strana                                | Počet hlasů v číslech (I. kolo) | Počet hlasů v procentech (I. kolo) | Počet hlasů v číslech (II. kolo) | Počet hlasů v procentech (II. kolo) | Počet mandátů v číslech | Počet mandátů v procentech | Úloha v parlamentu |
| ------------------------------------- | ------------------------------- | ---------------------------------- | -------------------------------- | ----------------------------------- | ----------------------- | -------------------------- | ------------------ |
| Magyar Szocialista Párt (MSZP)        | 1 689 081                       | 31,27%                             | 1 935 719                        | 45,16%                              | 209                     | 54,15%                     | Vláda              |
| Szabad Demokraták Szövetsége (SZDSZ)  | 1 005 766                       | 18,62%                             | 1 222 251                        | 28,51%                              | 69                      | 17,62%                     | Vláda              |
| Magyar Demokrata Fórum (MDF)          | 649 966                         | 12,03%                             | 639 866                          | 14,93%                              | 38                      | 9,84%                      | Opozice            |
| Független Kisgazdapárt (FKGP)         | 425 482                         | 7,88%                              | 253 283                          | 5,91%                               | 26                      | 6,74%                      | Opozice            |
| Kereszténydemokrata Néppárt (KDNP)    | 397 887                         | 7,37%                              | 126 616                          | 2,95%                               | 22                      | 5,70%                      | Opozice            |
| Fiatal Demokraták Szövetsége (Fidesz) | 416 143                         | 7,70%                              | 29 391                           | 0,69%                               | 20                      | 5,18%                      | Opozice            |
| Munkáspárt (MP)                       | 177 458                         | 3,29%                              | 6 268                            | 0,15%                               | —                       | —                          | Mimo parlament     |
| Agrárszövetség (ASZ)                  | 132 181                         | 2,45%                              | 14 544                           | 0,34%                               | 1                       | 0,26%                      | Vláda1             |
| Fidesz-VP-LPSZ-ASZ-SZDSZ              | 6 440                           | 0,12%                              | 7 666                            | 0,18%                               | 1                       | 0,26%                      | Nezávislí          |
| Nezávislí kandidáti (F)               | 122 190                         | 2,26%                              | 20 134                           | 0,47%                               | —                       | —                          | Mimo parlament     |
| Ostatní strany                        | 441 318                         | 8,17%                              | 27 030                           | 0,71                                | —                       | —                          | Mimo parlament     |
| Celkem                                | 5 401 687                       | 100%                               | 4 286 597                        | 100%                                | 386                     | 100%                       | —                  |

1: Strana byla oficiálně nezávislá, ale připojila s k volebním ujednání s MSZP.

### Volby 1998
Volby 1998 byly třetí svobodné volby Maďarské republiky. První kolo voleb se konalo 10. května a druhé kolo 24. května. Volební účast v prvním kole činila 56,26%, ve druhém kole 57,01%. V obou kolech sice nejvíce hlasů dostala levicová MSZP, avšak pravicovému Fidesz se podařilo s MDF získat ještě více mandátů a s třetí nejsilnější stranou FKGP tak získaly nadpoloviční většinu. Vládu tak utvořily stany Fidesz-MPP, MDF a FKGP. Do parlamentu se také dostala krajně pravicová strana MIÉP se ziskem 14 mandátů.
| Strana                                    | Počet hlasů v číslech (I. kolo) | Počet hlasů v procentech (I. kolo) | Počet hlasů v číslech (II. kolo) | Počet hlasů v procentech (II. kolo) | Počet mandátů v číslech | Počet mandátů v procentech | Úloha v parlamentu |
| ----------------------------------------- | ------------------------------- | ---------------------------------- | -------------------------------- | ----------------------------------- | ----------------------- | -------------------------- | ------------------ |
| Magyar Szocialista Párt (MSZP)            | 1 445 909                       | 32,25%                             | 192 640                          | 39,84%                              | 134                     | 34,72%                     | Opozice            |
| Fidesz – Magyar Polgári Párt (Fidesz-MPP) | 1 263 522                       | 28,18%                             | 187 609                          | 38,80%                              | 148                     | 38,34%                     | Vláda              |
| Független Kisgazdapárt (FKGP)             | 617 740                         | 13,78%                             | 52 714                           | 10,90%                              | 48                      | 12,44%                     | Vláda              |
| Szabad Demokraták Szövetsége (SZDSZ)      | 353 186                         | 7,88%                              | 14 763                           | 3,05%                               | 24                      | 6,22%                      | Opozice            |
| Magyar Igazság és Élet Pártja (MIÉP)      | 248 825                         | 5,55%                              | 19 707                           | 4,08%                               | 14                      | 3,63%                      | Opozice            |
| Munkáspárt (MP)                           | 183 064                         | 4,08%                              | 10 861                           | 2,25%                               | —                       | —                          | Mimo parlament     |
| Magyar Demokrata Fórum (MDF)              | 139 934                         | 3,12%                              | —                                | —                                   | 171                     | 4,40%1                     | Vláda1             |
| Kereszténydemokrata Néppárt (KDNP)        | 116 065                         | 2,59%                              | 1 479                            | 0,31%                               | —                       | —                          | Mimo parlament     |
| Fidesz-MDF                                | 587 054                         | 13,14%                             | 954 794                          | 21,17%                              | ?                       | Rozděleny mezi obě strany  | Vláda              |
| Nezávislí kandidáti (F)                   | 75 965                          | 1,70%                              | 39 154                           | 0,87%                               | 1                       | 0,26%                      | Nezávislí          |
| Ostatní strany                            | 115 729                         | 2,57%                              | 13 681                           | 1,08%                               | —                       | —                          | Mimo parlament     |
| Celkem                                    | 4 536 254                       | 100%                               | 489 216                          | 100%                                | 386                     | 100%                       | —                  |

1: MDF sice nepřeročilo 5% hranici nutnou pro vstup do parlamentu, ale získalo 17 křesel v rámci Fidesz.

### Volby 2002
Volby 2002 byly čtvrté svobodné volby Maďarské republiky. První kolo voleb se konalo 7. dubna, druhé kolo 21. dubna. Volební účast v prvním kole činila 70,53% a ve druhém kole 73,51%. V prvním kole sice zvítězila levicová MSZP, avšak ve druhém kole jí předběhla pravicová koalice Fidesz-MDF, která také volby vyhrála se ziskem 188 mandátů. Avšak druhé MSZP, která získala 178 mandátů, se podařilo uzavřít koalici s SZDSZ, které mělo 20 mandátů a společně tak získaly celkem 198 mandátů a tím i nadpoloviční většinu v parlamentu.
| Strana                                       | Počet hlasů v číslech (I. kolo) | Počet hlasů v procentech (I. kolo) | Počet hlasů v číslech (II. kolo) | Počet hlasů v procentech (II. kolo) | Počet mandátů v číslech | Počet mandátů v procentech | Úloha v parlamentu |
| -------------------------------------------- | ------------------------------- | ---------------------------------- | -------------------------------- | ----------------------------------- | ----------------------- | -------------------------- | ------------------ |
| Magyar Szocialista Párt (MSZP)               | 2 361 997                       | 42,05%                             | 2 011 820                        | 45,77%                              | 178                     | 46,11%                     | Vláda              |
| Fidesz-MDF                                   | 2 306 763                       | 41,07%                             | 2 196 524                        | 49,97%                              | 164 + 24 (188)1         | 42,49 + 6,22 (48,71%)1     | Opozice            |
| Szabad Demokraták Szövetsége (SZDZS)         | 313 084                         | 5,57%                              | 126 966                          | 2,89%                               | 20                      | 5,18%                      | Vláda              |
| Magyar Igazság és Élet Pártja (MIÉP)         | 245 326                         | 4,37%                              | 325                              | 0,01%                               | —                       | —                          | Mimo parlament     |
| Összefogás Magyarországért Centrum (Centrum) | 219 029                         | 3,90%                              | 5 280                            | 0,12%                               | —                       | —                          | Mimo parlament     |
| Munkáspárt (MP)                              | 121 503                         | 2,16%                              | —                                | —                                   | —                       | —                          | Mimo parlament     |
| Független Kisgazdapárt (FKGP)                | 42 338                          | 0,75%                              | 692                              | 0,02%                               | —                       | —                          | Mimo parlament     |
| Ostatní strany                               | 6710                            | 0,77%                              | —                                | —                                   | —                       | —                          | Mimo parlament     |
| Nezávislí kandidáti                          | 43 219                          | 0,13%                              | —                                | —                                   | —                       | —                          | Mimo parlament     |
| Celkem                                       | 5 685 655                       | 100%                               | 4 423 805                        | 100%                                | 386                     | 100%                       | —                  |

1: Společná kandidátka Fidesz-MDF (Fidesz = 164 a KDNP = 24).

### Volby 2006
Volby 2006 byly páté svobodné volby Maďarské republiky. První kolo voleb se konalo 9. dubna, druhé kolo 23. dubna. Volební účast v prvním kole činila 67,83% a ve druhém kole 64,39%. Obě kola skončila vítězstvím levicové MSZP.
Několik měsíců po volbách dne 17. září, se na veřejnost dostala audionahrávka z neveřejného projevu tehdejšího premiéra Ference Gyurcsánye (MSZP), na níž vulgárně přiznává, že v zájmu volebního úspěchu MSZP lhal o skutečném stavu maďarské ekonomiky a hospodářství. V reakci na to se zvedla obrovská vlna masivních protestů jak z řad opozice, tak z řad obyvatelstva. Od té doby začala popularita MSZP rekordně klesat.
| Strana                                 | Počet hlasů v číslech (I. kolo) | Počet hlasů v procentech (I. kolo) | Počet hlasů v číslech (II. kolo) | Počet hlasů v procentech (II. kolo) | Počet mandátů v číslech | Počet mandátů v procentech | Úloha v parlamentu                                     |
| -------------------------------------- | ------------------------------- | ---------------------------------- | -------------------------------- | ----------------------------------- | ----------------------- | -------------------------- | ------------------------------------------------------ |
| Magyar Szocialista Párt (MSZP)         | 2 336 705                       | 43,21%                             | 1 510 358                        | 46,63%                              | 190 (186+4)1            | 49,22%1                    | Vláda                                                  |
| Fidesz-KDNP                            | 2 272 979                       | 42,03%                             | 1 511 176                        | 46,65%                              | 164 (141+23)2           | 42,49%                     | Opozice                                                |
| Szabad Demokraták Szövetsége (SZDSZ)   | 340 746                         | 6,31%                              | 64 501                           | 1,99%                               | 20 (18+2)3              | 5,18%3                     | Vláda Opozice (od 1. května 2008)                      |
| Magyar Demokrata Fórum (MDF)           | 272 831                         | 5,04%                              | 16 355                           | 0,50%                               | 11                      | 2,85%                      | Opozice Nezávislí (od 20. března 2009)                 |
| Somogyért Egyesület                    | 9 457                           | 0,18%                              | 13 801                           | 0,31%                               | 1                       | 0,26%                      | Nezávislí Vláda (od 15. května 2008 do 15. dubna 2009) |
| MSZP-SZDSZ és SZDSZ-MSZP               | 155 619                         | 2,86%                              | 72 515                           | 2,23%                               |                         |                            | 4 MSZP (vláda) 2 SZDSZ (opozice)                       |
| MIÉP – Jobbik a Harmadik Út            | 119 007                         | 2,20%                              | 231                              | 0,01%                               | —                       | —                          | Mimo parlament                                         |
| MDF-SZSZB, MDF-MNYP és MDF-Fidesz-KDNP | 48 947                          | 1,00%                              | 36 669                           | 1,13%                               | —                       | —                          | Mimo parlament                                         |
| Ostatní strany                         | 54 916                          | 1,01%                              | —                                | —                                   | —                       | —                          | Mimo parlament                                         |
| Nezávislí kandidáti                    | 18 054                          | 0,33%                              | 13 598                           | 0,42%                               | —                       | —                          | Mimo parlament                                         |
| Celkem                                 | 5 408 050                       | 100%                               | 3 225 636                        | 100%                                | 386                     | 100%                       | —                                                      |

1: MSZP získala 186 mandátů + 4 ze společné kandidátky MSZP-SZDSZ és SZDSZ-MSZP.

2: Společná kandidátka Fidesz-KDNP (Fidesz = 141 a KDNP = 23).

3: SZDSZ získala 18 mandátů + 2 ze společné kandidátky MSZP-SZDSZ és SZDSZ-MSZP.

### Volby 2010
Volby 2010 byly šesté svobodné volby Maďarské republiky od pádu komunismu v roce 1989. Prezident republiky László Sólyom vypsal první kolo voleb na 11. dubna, druhé kolo na 25. dubna 2010.
Výsledkem voleb je, že se do parlamentu dostaly čtyři strany a jeden nezávislý kandidát: Fidesz-KDNP (263 mandátů), MSZP (59 mandátů), Jobbik (47 mandátů), LMP (16 mandátů) a nezávislí kandidát Oszkár Molnár.
| Volby               | I. kolo     | I. kolo   | II. kolo    | II. kolo  | Počet mandátů | Mandáty v %      | Úloha v parlamentu |
| Volby               | Počet hlasů | Hlasy v % | Počet hlasů | Hlasy v % | Počet mandátů | Mandáty v %      | Úloha v parlamentu |
| ------------------- | ----------- | --------- | ----------- | --------- | ------------- | ---------------- | ------------------ |
| Fidesz-KDNP         | 2 706 292   | 52,73%    | 620 138     | 53,81%    | 263 (227)     | 68,13% (58,80%)1 | Vláda              |
| MSZP                | 990 428     | 19,30%    | 326 323     | 28,32%    | 59            | 15,28%           | Opozice            |
| Jobbik              | 855 436     | 16,67%    | 141 323     | 12,26%    | 47            | 12,18%           | Opozice            |
| LMP                 | 383 876     | 7,48%     | 43 437      | 3,77%     | 16            | 4,15%            | Opozice            |
| MDF                 | 136 895     | 2,67%     | —           | —         | —             | —                | Mimo parlament     |
| CM                  | 45 863      | 0,89%     | —           | —         | —             | —                | Mimo parlament     |
| MKMP                | 5 606       | 0,11%     | —           | —         | —             | —                | Mimo parlament     |
| MSZDP               | 4 117       | 0,08%     | —           | —         | —             | —                | Mimo parlament     |
| ÖP                  | 2 732       | 0,05%     | —           | —         | —             | —                | Mimo parlament     |
| ZB                  | 1 425       | 0,03%     | —           | —         | —             | —                | Mimo parlament     |
| MIÉP                | 1 286       | 0,03%     | —           | —         | —             | —                | Mimo parlament     |
| MCF                 | 491         | 0,01%     | —           | —         | —             | —                | Mimo parlament     |
| FKGP                | 381         | 0,003%    | —           | —         | —             | —                | Mimo parlament     |
| Nezávislí kandidáti | ???         | ???       | ???         | ???       | 1             | 0,26%            | Opozice            |

1: Společná kandidátka Fidesz-KDNP. Po volbách byla vytvořena nezávislá parlamentní frakce KDNP s 36 poslanci.